# گوگل دی‌دریم

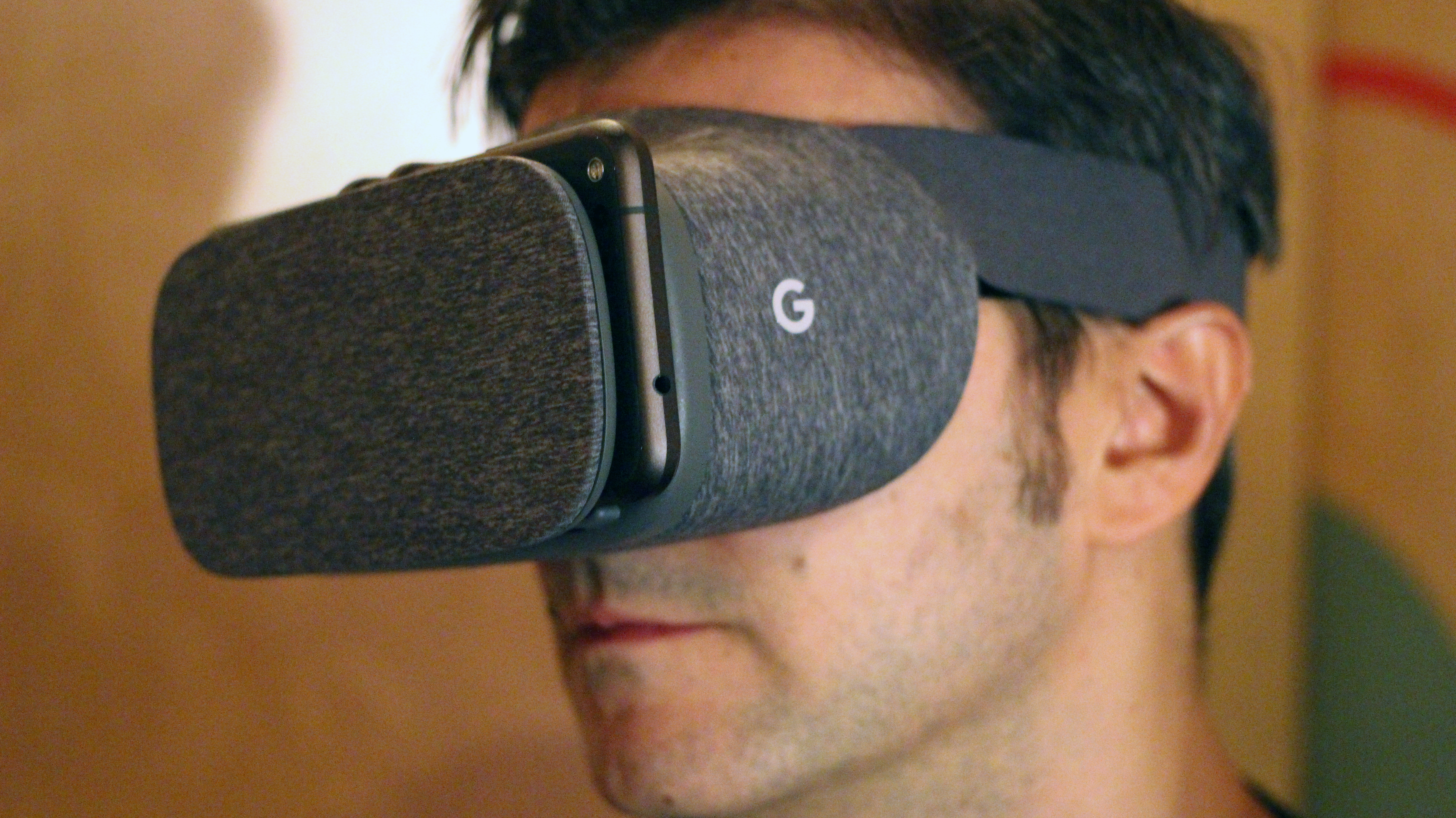
کاربری که نسل اول هدست دی‌دریم ویو را پوشیده‌است

دی‌دریم (به انگلیسی: Daydream) یک پلتفرم واقعیت مجازی (VR) ساخته گوگل است که توقف تولید شده‌است. این پلتفرم در درجه اول برای استفاده با هدستی که تلفن هوشمند در آن قرار داده شده برای گوشی‌های منتخبی که از سیستم‌عامل موبایل اندروید استفاده می‌کنند (نسخه‌های «نوقا» ۷٫۱ و جدیدتر) در دسترس است. که نیازهای نرم‌افزاری و سخت‌افزاری پلتفرم را برآورده می‌کنند. دی‌دریم در کنفرانس توسعه دهندگان گوگل آی/او در ماه می ۲۰۱۶ معرفی شد،  و اولین هدست آن، دی‌دریم ویو (به انگلیسی: Daydream View) در ۱۰ نوامبر ۲۰۱۶ منتشر شد. برای استفاده از این پلتفرم، کاربران گوشی خود را در پشت هدست قرار می‌دهند، برنامه‌های موبایل سازگار با دی‌دریم را اجرا می‌کنند و سپس کاربر محتوا را از طریق لنزها آن مشاهده می‌کند.
پس از مقوای گوگل، دی‌ریم دومین تلاش گوگل برای پیاده‌سازی وی‌آر کم هزینه بود. در مقایسه با مقوای گوگل که محدودیت‌های بیشتری داشت، دی‌دریم در خود اندروید تعبیه شده بود و دارای ویژگی‌های پیشرفته‌تر از جمله پشتیبانی از کنترل‌کننده‌ها بود.. دی‌دریم توسط مصرف‌کنندگان یا توسعه دهندگان به‌طور گسترده مورد استقبال قرار نگرفت و در اکتبر ۲۰۱۹ گوگل اعلام کرد که هدست دی‌ریم ویو توقف تولید شده و دیگر دستگاه‌های جدید برای دی‌دریم سازگار نخواهند شد.